# 赫伯特·哈根

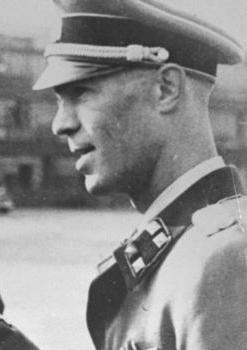
赫伯特·哈根

赫伯特·马丁·哈根（Herbert Martin Hagen，1913年9月20日—1999年8月）是一名纳粹德国党卫队军官，最高衔级为突擊隊大隊領袖，在战后被判决犯有战争罪。在巴黎，哈根曾担任党卫队和警察领袖卡尔·欧伯格的私人助理，負責领导当地的盖世太保部门。哈根曾于1945年被捕，但在1948年就获释了。1955年，他因对驱逐法国犹太人负有较大责任而在缺席的情況下被法方判处终生监禁。1980年，在西德修订法律，允许重审由外国审理的案件之后，哈根因对将73000名犹太人送进奥斯维辛集中营负有主要责任而被科隆一法院判处12年监禁。在服刑仅4年后，哈根获释，最终于1999年死于吕滕。